# 고노씨
고노 씨(일본어: 河野氏 こうのし／かわのし[*])는 일본 이요국(伊予国, 지금의 일본 에히메현(愛媛県)의 유력 호족으로 오치씨(越智氏)의 계보를 이은 집안이다. 제22대 당주였던 고노 미치키요(河野通清) 이후 「미치(通)」를 집안의 돌림자로 사용하였다.
무로마치 시대(室町時代) 이후에는 대대로 유즈키성(湯築城)에 거주하였다. 일족의 내력을 적은 문서 예장기(予章記)가 전하고 있지만 해당 문헌은 그 신빙성이 의심스러운 내용은 물론 황당무계한 내용(철인 전설 등)으로 유명하다.
다른 두 2계통도 존재한다.
1. 미요시 요시나가(三好義長)를 먼 조상으로 하는, 아쿠타가와 나가아키라(芥川長明)의 아들 스에노리(季範)가 스스로 고노 씨를 칭했다.
2. 간무 헤이시(桓武平氏) 요시후미류(良文流)인 가와고에 씨(河越氏)의 계보를 이은 가와고에 시게이에(河越重家)의 자손이 고노 씨를 칭했다.

## 개요
고노 씨는 고노노사토(河野郷, 지금의 일본 기타조 시 고노 지구 부근)을 본거지로 한다. 초기에는 조정 관청의 관인으로써 활동하였다고 여겨지나, 겐페이 전쟁에서 겐지 편에 서서 가마쿠라 막부(鎌倉幕府)의 고케닌(御家人)이 되어 사이고쿠(西国) 무장으로써 세력을 떨쳤다. 그 뒤 무로마치 시대에 유즈키성을 쌓고 본거지를 그곳으로 옮겼다. 고노 무네이에(河野宗家)의 대에 대대로 유즈키성을 거점으로 하고 있었으나, 고노 수군(河野水軍)의 본거지는 마쓰야마 시(松山市) 미노쓰(三津), 미나토야마(港山) 일대였다. 이러한 지리적 거리는 종가와 분가(수군) 사이의 분열의 한 원인이 되었다.
고노 씨는 한때 세토 내해(瀬戸内海)에서 최대 규모의 수군을 거느렸고(고노 수군) 섬 지역에 본거지를 두고 있는 다른 수군들과는 크게 다른 점이었다. 유명한 무라카미 수군(村上水軍)은 형식적으로는 고노 씨의 밑에 있었고, 무라카미 수군을 비롯한 이요의 대부분의 수군이 오오미쓰시마(大三島)의 오야마즈미 신사(大山祇神社)를 숭배하여 제를 거행하는 관례가 있었다.

### 이름의 유래
오치노 다마오키(越智玉興), 다마즈미(玉澄) 형제가 몬무 천황 3년(699년)에 수도를 떠날 즈음, 세토 내해의 빗추 해안에서 마실 물이 없자 다마오키가 활을 바다를 향해 쏘았는데 그 지점에서 민물이 솟아나와서 갈증을 해소할 수 있었다는 전설이 있다. 이것이 미즈시마(水島)의 유래로, 이 고사에 비추어 이 물의 근원은 오치 씨의 영지였던 이요 국(伊予国) 다카나와 산(高縄山)에서 발원하는 것으로 「이 물이 나오는 곳이 우리의 고향이로다」라는 다마오키의 발언에서 「물(水)」「나오다(可)」「우리(予)」「고향(里)」의 네 글자를 합쳐 「고노(河野)」라 하였고, 저택이 위치한 지역을 「고노노사토(河野郷)」라 불렀으며 양자로 삼았던 다마즈미가 「고노」라는 이름을 자신의 성씨로 삼게 되었다고 한다.

## 역사

### 헤이안 ・ 가마쿠라 시대
헤이안 시대(平安時代) 말기에는 다이라노 기요모리(平清盛)를 도료로 하는 이세 헤이시(헤이케)가 인솔하는 수군의 일원이었으나, 겐페이 전쟁 때 고노 미치노부(河野通信)가 가와치 겐지의 일족인 미나모토노 요리토모(源頼朝)에게 협력해 사이고쿠에서 헤이케 세력과 싸웠다. 가마쿠라 막부 성립 이후 조큐의 난(承久の乱)이 벌어지자 반막부 세력의 수장격이었던 고토바 천황(後鳥羽上皇)에게 가담했다가 일시 쇠퇴하지만, 몽골의 일본 원정 당시 고노 미치아리(河野通有)가 활약하여 그 용맹을 떨쳤고, 고노 씨의 최전성기를 쌓아올리게 되었다.

### 남북조 ・ 무로마치 시대
남북조 시대에는 시코쿠(四国)로 진출해 이요를 침공한 호소카와 씨(細川氏)와 싸웠다. 고노 미치모리(河野通盛)는 아시카가 다카우지(足利尊氏)를 따라 이요의 슈고(守護)에 임명되었지만, 고노 미치토모(河野通朝)는 호소카와 요리유키(細川頼之)의 침공을 맞아 세타 산성(世田山城)에서 싸우다 전사하였다. 그 아들 미치타카(通堯)는 규슈로 달아났고 남조 세력이었던 가네요시 친왕(懐良親王)을 따라 이요를 탈환하였다. 막부의 간레이(管領)가 된 호소카와 요리유키가 1379년에 실각하고, 미치타카는 남조에서 다시 막부로 귀복해 시바 요시마사(斯波義将)로부터 이요 슈고를 명받고 요리유키 추토령을 받아 호소카와측과 싸웠지만, 요리유키의 기습을 받고 그만 전사하였다. 그 뒤 요리유키는 막부의 사면을 받았고, 1386년에는 3대 쇼군 아시카가 요시미쓰(足利義満)의 중개로 고노 씨는 호소카와 씨와 화친하였다.
무로마치 시대에는 거듭되는 호소카와 씨의 침공이나 분가인 료슈케(予州家)와의 내분, 유력 고쿠진(国人)의 반란 때문에 골치를 앓았다. 고노 미치히사(河野通久)의 시대에 고노 미치유키(河野通之)의 아들 미치모토(通元)의 료슈케와의 사이에 가독 자리를 놓고 다툼이 일었다. 이 싸움은 후에도 계속되어 간레이 직을 바꾸는 일에 대한 막부의 대응이 변하는 등 정세의 혼미는 극에 달한다. 본가인 고노 노리미치(河野教通)와 료슈케의 고노 미치하루(河野通春)의 다툼이 세토 내해를 끼고 있던 호소카와 씨, 스오의 오우치 씨(大内氏)까지 말려든 거대한 것으로 번져버렸고, 오닌의 난 와중에 노리미치가 이요 슈고직을 확보하고 미치하루가 죽은 뒤 료슈케는 몰락해 버렸다.

### 센고쿠 시대 ・ 아즈치 모모야마 시대
센고쿠 시대, 료슈케의 항쟁은 종식되었으나 유력 고쿠진의 반란이나 고노 씨 내부의 가독 다툼이 잇따라 일어나 그 나라에서의 지배는 강고하지 못했다. 16세기 전반의 고노 씨 종가의 당주였던 고노 미치나오(河野通直)의 시대에 가신단이나 유력 무장 무라카미 미치야스(村上通康)가 말려든 형태로 아들 고노 하루미치(河野晴通)와 가독 자리를 놓고 다툼이 일어났다. 이 다툼은 하루미치의 죽음으로 수습되었지만, 이때부터 고노 씨는 차츰 쇠퇴해갔다. 결과적으로 구루시마 무라카미 씨(来島村上氏)나 히라오카 씨(平岡氏), 노지마 무라카미 씨(能島村上氏) 등이 필두가 된 새로운 고쿠진 세력이 정권 운영을 주도하였다. 말기에는 군사적으로도 모리 씨(毛利氏)의 지원에 기대는 처지가 되었고, 센고쿠 다이묘로써의 전환은 바랄 수도 없게 되었다. 이 무렵 고노 일족은 전란이 끊이지 않았고, 일족이 한데 모여 정월을 넘기는 경우가 드물었기에, 음력 12월 사일(巳日)에 조상의 무덤 앞에서 일가가 바짝 붙어서 떡을 먹는 「민마」라는 풍습이 생겼는데, 이는 현재까지도 에히메현 중부 지방을 중심으로 각 가정에서 이어져 오고 있다.
국내에는 우키타(喜多郡)의 우쓰노미야 도요오카(宇都宮豊綱), 오노 나오유키(大野直之), 우와 군(宇和郡)의 사이온지 씨(西園寺氏) 등 고노 씨에 속하지 않은 집단이 존재했고, 도사(土佐)의 이치조 씨(一条氏), 분고(豊後)의 오토모 씨(大友氏), 사누키(讃岐)의 미요시 씨(三好氏)와의 사이에 다툼이 이어졌으나, 동맹 및 연척 관계를 형성하고 있던 아키(安芸)의 모리 씨(毛利氏)의 지원을 강하게 받게 되었다. 그 뒤로도 죠소카베 씨(長宗我部氏)의 침략이나 덴쇼(天正) 9년(1581년)에 구루시마 미치후사(来島通総)의 이반 등 고난은 이어졌다. 덴쇼 13년(1585년)에 도요토미 히데요시(豊臣秀吉)의 시코쿠 정벌에서 미치나오도 고바야카와 다카카게(小早川隆景)의 설득으로 항복, 다이묘로써의 길을 버리고 새로운 이요의 지배자가 된 고바야카와 다카카게의 비호를 받게 되었다. 그리고 덴쇼 15년(1587년)에 미치나오가 다케하라(竹原)에서 자식을 두지 못한 채 사망하고, 다이묘 고노 씨는 57대를 마지막으로 끊어지고 말았다.

### 고노 씨 유신(遺臣)의 재흥을 위한 전쟁
게이초(慶長) 5년(1600년)에는 세키가하라 전투(関ヶ原の戦い)에서 서군(西軍)에 가담한 아키의 모리, 무라카미 세력과 시코쿠에 잔류해 있던 히라오카 세력과 함께 8월 28일에 가토 요시아키(加藤嘉明)의 마사키 성(正木城)에 2천여 기의 군세를 보냈지만, 성을 지키고 있던 쓰쿠다 가즈나리(佃十成)의 계략으로 상륙지점인 미노쓰에서 미처 진을 치지 않은 야간에 기습을 받았고 소수의 가토 세력에게 격파당하고 만다. 다음날에도 남은 병사를 거느리고 이요 국내를 돌다 구미(久米) 부근에서 다시 쓰쿠다 가즈나리와 맞닥뜨려 싸움을 벌였고, 이번에도 패하여 물러났다. 각지에서 고노 씨의 옛 가신들이 호응해 봉기하고 농성을 벌였으나, 세키가하라 전투가 도쿠가와 이에야스가 지휘하는 동군(東軍)의 승리로 끝나면서 모리 세력은 이요 국에서 물러났다. 잇키 세력도 완전히 진압당한다.

## 같이 보기
- 오치 우지